# Purtsa
Purtsa is een plaats in de Estlandse gemeente Saaremaa, provincie Saaremaa. De plaats heeft de status van dorp (Estisch: küla) en telt 8 inwoners (2021).
De plaats viel tot in oktober 2017 onder de gemeente Leisi. In die maand werd Leisi bij de fusiegemeente Saaremaa gevoegd.

## Burcht van Purtsa
Ten noordoosten van Purtsa liggen de restanten van een fort dat Purtsa maalinn (‘burchtheuvel van Purtsa’), Pamma maalinn (naar het buurdorp Pamma), Kooljamägi of Kooljamäed (beide woorden betekenen ‘Lijkenheuvel’) wordt genoemd. Volgens de plaatselijke traditie was dit fort de burcht Maperzar, het belangrijkste bolwerk van de Esten tijdens de Opstand van de Sint-Jorisnacht, die voor het eiland Saaremaa in juli 1343 begon. In februari 1344 slaagde het leger van de Lijflandse Orde onder landmeester Burchard von Dreileben erin de burcht binen te dringen. Bij de gevechten kwamen 2000 Esten en 500 Ordebroeders om. De Estische aanvoerder, ‘koning’ Vesse, werd gevangengenomen, gefolterd en opgehangen. Het was nog niet de doodsteek voor de opstand. Pas in het begin van 1345 gaven de Esten zich over nadat de troepen van de Orde acht dagen lang brandschattend en plunderend door het noorden van Saaremaa waren getrokken.

## Geschiedenis
Het dorp Purtsa zelf werd in 1570 voor het eerst genoemd onder de naam Purts, een nederzetting op het landgoed van Parasmetsa. In de late jaren dertig van de 20e eeuw werd een deel van Purtsa afgesplitst. Dat werd het dorp Linnuse. Tussen 1977 en 1997 viel Linnuse opnieuw onder Purtsa.

## Foto's

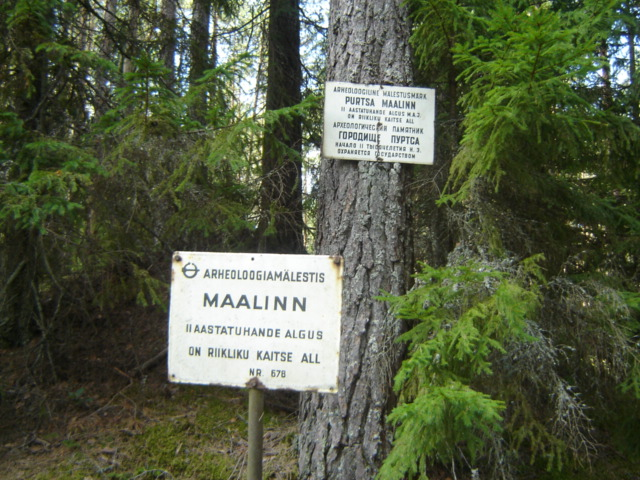
Markering van de burcht van Purtsa
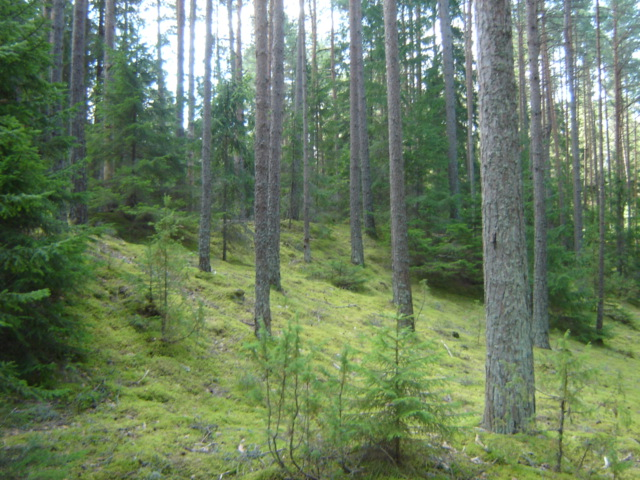
Terrein van de burcht
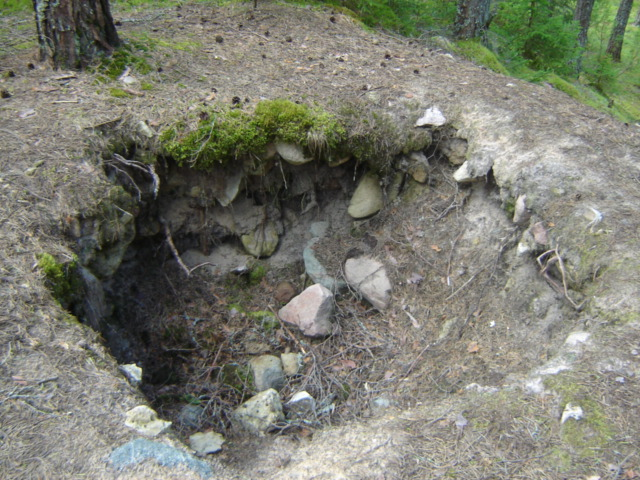
Resten van archeologisch onderzoek